# Cashel Blue

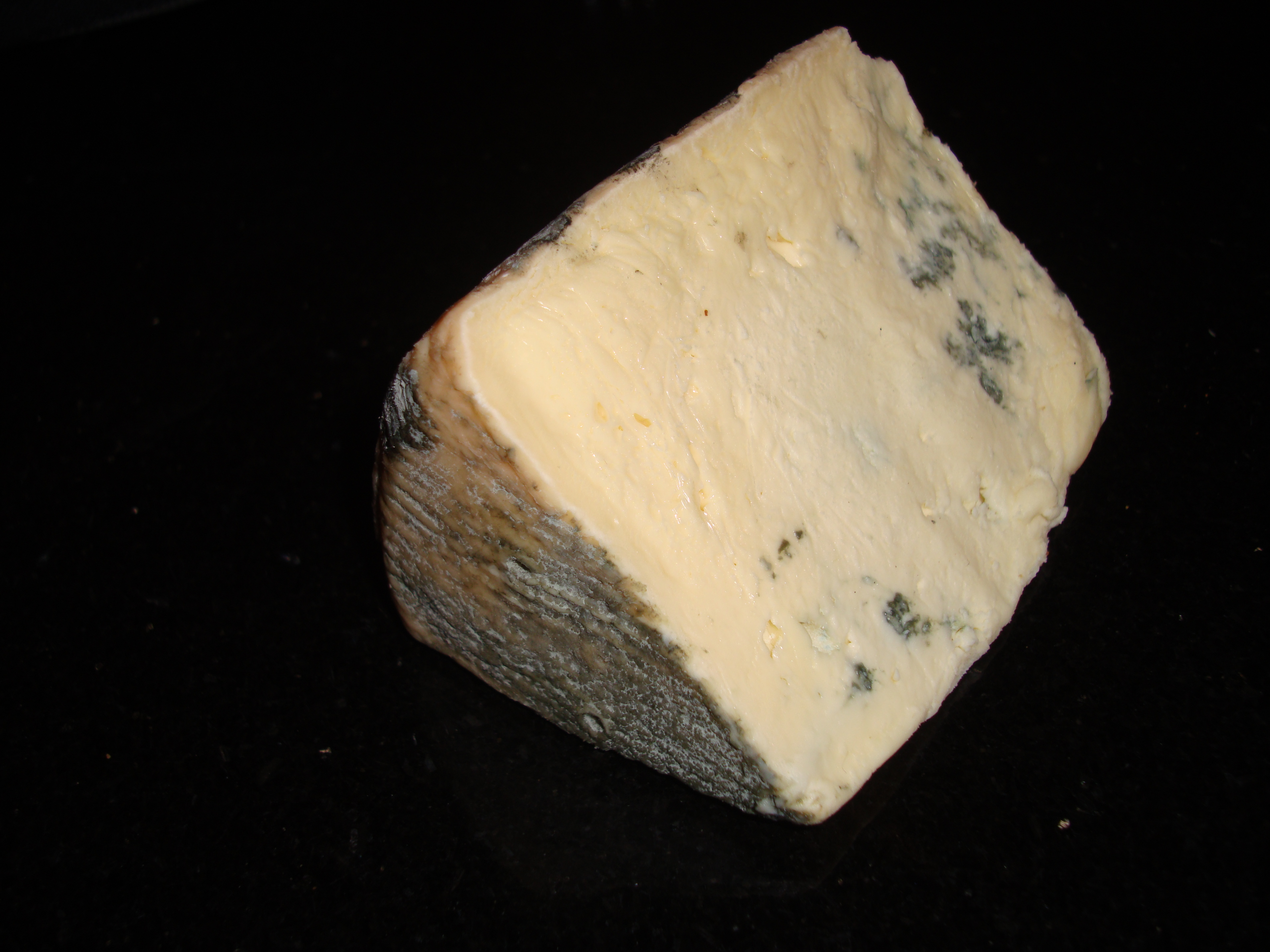
Una porció de Cashel Blue

El Cashel Blue és un formatge blau irlandès a base de llet de vaca i amb un 45% de matèria grassa en l'extracte sec, el qual fou produït per primera vegada el 1984.

## Origen
Es troba al comtat de Tipperary i rep el seu nom del Rock of Cashel, un monument històric visible a molts quilòmetres de distància.

## Elaboració
És artesanal i elaborat amb els mètodes tradicionals i habituals emprats per al formatge blau. Gairebé el 50% de la llet pasteuritzada utilitzada en aquest formatge prové de les 110 vaques frisones de la mateixa empresa que el fa, mentre que la resta és aportada per ramats locals. El seu temps de maduració és de vuit a catorze setmanes.

## Característiques
Té una forma cilíndrica de 15 cm de diàmetre, 12-13 cm d'altura i 1'5-2 kg de pes. La seua escorça és cruixent, florida i amb grans taques blaves. La pasta presenta un color groc clar, és relativament tova i amb petits forats on es desenvolupa el Penicillium roqueforti (el mateix fong emprat per al rocafort, stilton i altres formatges blaus). Posseeix un sabor amarg, especiat, lleugerament salat i picant.

## Observacions
El quall emprat en la fabricació d'aquest formatge és del tot adequat per als vegetarians. Marida molt bé amb vins amb dolçor residual (com ara, el riesling auslese, vendanges tardives de l'Alsàcia, el Tokay Aszú de 5 puttonyos i sauternes). El Chetwynd Blue és el formatge més estretament emparentat amb el Cashel Blue.